# Wilhelm Sieß
Alois Wilhelm Sieß (* 4. Mai 1883 in Lindau; † 7. Juli 1936 in Innsbruck) war ein österreichischer Politiker (SDAP). Sieß war von 1921 bis 1933 erster Präsident der Vorarlberger Arbeiterkammer und von 1928 bis 1934 Abgeordneter zum Vorarlberger Landtag.

## Leben und Wirken
Wilhelm Sieß wurde am 4. Mai 1883 in Aeschach, einem Stadtteil der deutschen Stadt Lindau geboren. Seine Eltern, Alexander Wilhelm Sieß und seine Frau Maria stammten aus der Tiroler Gemeinde Grins im Bezirk Landeck. Er besuchte in weiterer Folge die Volks- und Bürgerschule in Bludenz und trat im Alter von 18 Jahren in den Dienst der k.k. Staatsbahnen ein, wo er auf verschiedenen Posten bis zu seiner Zwangspensionierung verblieb. Am 16. September 1907 heiratete Wilhelm Sieß in Absam Maria Paula Reis, eine Fabrikarbeiterin, mit der er in Folge vier gemeinsame Kinder hatte. Von 1914 bis 1918 leistete Sieß Kriegsdienst.
Erstmals politisch tätig wurde Sieß als Mitglied der Bludenzer Stadtvertretung für die Sozialdemokratische Partei. Von 1919 bis 1934 war er in seiner Heimatstadt Bludenz auch als Stadtrat tätig. Im Jahr 1921 war Wilhelm Sieß Gründungsmitglied der Vorarlberger Kammer für Arbeiter und Angestellte und wurde deren erster Präsident und Kammerrat. Am 6. November 1923 zog Sieß erstmals für die Sozialdemokraten als Abgeordneter des Wahlbezirks Bludenz in den Vorarlberger Landtag ein. Dort wirkte er bis zum Jahr 1934, als im austrofaschistischen Ständestaat die politische Betätigung von sozialdemokratischen Amtsträgern verboten wurde.